# Hermod
Hermod (ó-északi nyelven Hermóðr, jelentése: harci szellem) bátor harcos a skandináv mitológiában, Odin és Frigg legkisebb fia.
Hermod az, aki fogadja a legkiválóbb elesett harcosokat, akik ülőhelyet kapnak a Valhallában. Szintén ő lovagol le Szleipniren az alvilágba, hogy onnan visszahozza Baldrt. Találkozik Baldrral, aki megtisztelő helyet kapott Hel palotájában. A feltétel, amit Hel szabott Baldr elengedésére, hogy minden élőlény megsiratja, nem teljesedik, s így Baldr ott kell maradjon az alvilágban.
Baldr ekkor adja oda a Draupnirt (az arany karpántot) Hermodnak, hogy vigye vissza Odinnak, aki azt az ő halotti máglyájára helyezte.  
Azt tartották, hogy Hermodot kell megidézni, ha azt akarod, hogy az üzeneted célhoz érjen (mondanivalódat megértsék).

## Fordítás
- Ez a szócikk részben vagy egészben  a   Hermod című svéd Wikipédia-szócikk fordításán alapul.  Az eredeti cikk szerkesztőit annak laptörténete sorolja fel. Ez a jelzés csupán a megfogalmazás eredetét és a szerzői jogokat jelzi, nem szolgál a cikkben szereplő információk forrásmegjelöléseként.
- Ez a szócikk részben vagy egészben  a   Hermóðr című angol Wikipédia-szócikk fordításán alapul.  Az eredeti cikk szerkesztőit annak laptörténete sorolja fel. Ez a jelzés csupán a megfogalmazás eredetét és a szerzői jogokat jelzi, nem szolgál a cikkben szereplő információk forrásmegjelöléseként.